# 12:5
12:5 es el primer álbum en directo de la banda sueca de metal progresivo Pain of Salvation, publicado en febrero de 2004 a través de InsideOut Music. Fue grabado en un concierto acústico en Eskilstuna, Suecia (ciudad original de la banda) el 12 de mayo de 2003 (de donde viene el título, 12:5). Presenta canciones de los anteriores trabajos de la banda excepto de One Hour by the Concrete Lake.

## Lista de canciones
Book I: Genesis
1. "Brickwork Part I (Leaving Entropia T5 A)" –5:44
2. "Brickwork Part II (This Heart of Mine T5)" – 2:35
3. "Brickwork Part III (Song for the Innocent T5)" – 1:23
4. "Brickwork Part IV (Descend 1)" – 0:37
5. "Brickwork Part V (Leaving Entropia T5 B)" – 0:48
Book II: Genesister
6. "Winning a War T5" – 7:52
7. "Reconciliation T5" – 4:22
8. "Dryad of the Woods T5" – 5:37
9. "Oblivion Ocean T5" – 5:18
10. "Undertow T5" – 5:46
11. "Chainsling T5" – 4:25
Book III: Genesinister
12. "Brickwork Part VI (Ascend 1)" – 1:39
13. "Brickwork Part VII (Ascend 2)" – 1:19
14. "Brickwork Part VIII (Second Love)" – 4:12
15. "Brickwork Part IX (Ashes T5)" – 5:12
16. "Brickwork Part X (Descend 2)" – 3:51

## Personal
- Daniel Gildenlöw – voz, guitarra acústica
- Fredrik Hermansson – piano, clavecín
- Johan Hallgren – guitarra acústica, coros (voz principal en el estribillo de "Chain Sling")
- Johan Langell – batería, coros
- Kristoffer Gildenlöw – bajo acústico, chelo, coros

- Datos: Q2518809